# 林登 (新澤西州)
林登（英語：Linden）是一個位於美國新澤西州尤寧縣的城市。

## 人口
根據2020年美國人口普查的數據，林登的面積為29.39平方千米，當中陸地面積為27.68平方千米，而水域面積為1.71平方千米。當地共有人口43738人，而人口密度為每平方千米1,488人。